# Приднепровское (Днепропетровская область)
Приднепро́вское (укр. Придніпровське) — село,
Приднепровский сельский совет,
Никопольский район,
Днепропетровская область,
Украина.
Код КОАТУУ — 1222986001. Население по данным 2025 года составляет 1975 человек.
Является административным центром Приднепровского сельского совета, в который, кроме того, входят сёла
Каменское и
Мусиевка.

## Географическое положение
Село Приднепровское находится на правом берегу залива Каховского водохранилища,
выше по течению на противоположном берегу залива на расстоянии в 0,5 км расположено село Каменское,
ниже по течению примыкает село Мусиевка.
Рядом проходят автомобильные дороги Н-23, Т-0809 и
железная дорога, станция Платформа 105 км.

## История
- Село Приднепровское основано в 1919 году переселенцами из Новопавловской волости.

## Экономика
- «Агро-Элита», ООО.
- ООО, «Аврора».

## Объекты социальной сферы
- Школа.
- Детский сад.
- Дом культуры.
- Фельдшерско-акушерский пункт.

## Достопримечательности
- Братская могила советских воинов.